# Goudet
Goudet – miejscowość i gmina we Francji, w regionie Owernia-Rodan-Alpy, w departamencie Górna Loara.
Według danych na rok 1990 gminę zamieszkiwało 65 osób, a gęstość zaludnienia wynosiła 14 osób/km² (wśród 1310 gmin Owernii Goudet plasuje się na 772. miejscu pod względem liczby ludności, natomiast pod względem powierzchni na miejscu 994.).